# WBFホテル&リゾーツ
WBFホテル＆リゾーツ株式会社（ダブリュービーエフホテルアンドリゾーツ、英: WBF Hotels & Resorts Co., Ltd. ）は、大阪府大阪市に本社を置く、ホテルの経営を行っていた企業である。「しろくまツアー」などのインターネットを活用した旅行ツアーの企画販売を手掛けているホワイト・ベアーファミリーの関係会社である。

## 概要
旧名称「WBFリゾート株式会社」（さらに以前は「ジオ北海道」）が、当初北海道内のみで複数のホテルを展開していたが、2018年に現商号へ変更し、2019年1月にホワイト・ベアーファミリーが直営していた、関西地区のホテル事業を譲受し、保有5施設（北海道：5施設）、賃借・運営受託22施設（北海道：4施設、関東：1施設、関西：17施設）の合計27施設（合計客室数：約3900室）のホテルを展開していた。
インバウンド旅行客の急増を当て込み、関西地区で2017年に5軒、2018年・2019年に10軒以上のホテルをオープンさせ、急拡大を続けていたが、大阪市内中心部には500メートル四方に4軒のホテルを開業するなど、無理な出店計画に伴い、自社保有施設の購入資金や、高額に設定されていた賃貸施設の家賃など多額の金融債務が重荷となり、一部施設の売却や家賃減額交渉等も行われていた。そのさなかに新型コロナウイルスの感染拡大の影響によりツアーなどのキャンセルが相次いだことで、受注が激減し、2020年4月27日に大阪地方裁判所へ民事再生法を申請。同日付で保全・監督命令を受けた。負債は申請時点で債権者約575名に対し約160億円。
星野リゾートは、ホワイト・ベアーファミリーが民事再生手続き開始決定を受けた2020年6月30日に「スポンサー就任についての基本合意書」を締結。同年10月23日に星野リゾートとの間でスポンサー契約を締結したと同時に、大阪地方裁判所に再生計画案を提出した。
関連会社であったWBFリゾート沖縄は2020年10月30日にJ-GIA1号投資事業有限責任組合とナイン・ステーツ・4投資事業有限責任組合へ譲渡された事により資本関係がなくなり、WBFホテル&リゾーツが手掛けていた事業に関しても、2021年3月1日に設立したWBFホテルマネジメント株式会社へ会社分割により事業譲渡。WBFホテルマネジメント全株式は設立当日に星野リゾートへ譲渡された。
WBFホテル&リゾーツは民事再生手続を継続していたが、2021年8月1日付で2020年6月30日に民事再生法適用を申請したWBFホールディングスへ吸収合併され解散。民事再生手続自体はWBFホールディングスが継続して行う。

## 沿革
- 2009年（平成21年）12月 - ジオ北海道株式会社を株式会社ホワイト・ベアーファミリーのグループ会社として設立、北海道にてホテル運営開始。
- 2014年（平成26年）10月 - ジオ北海道株式会社からWBFリゾート株式会社へ商号変更
- 2018年（平成30年）12月 - 社名を新たにWBFホテル&リゾーツ株式会社とし、本社を大阪（大阪市北区豊崎）に移転。旧本社の札幌を北海道支社へ変更。関西エリア15施設が運営ホテルとして新たに加わる。
- 2020年（令和2年）
  - 4月27日 - 大阪地方裁判所へ民事再生法の適用を申請。同日付で保全・監督命令を受ける[1][2]。
  - 7月1日 - 3月以降、新型コロナウイルス感染拡大により臨時休業していたホテルの大部分を、6月下旬～7月にかけて順次営業再開すると発表[11][12]
  - 10月23日 - 星野リゾートとの間で民事再生スポンサー契約を締結。
- 2021年（令和3年）
  - 3月1日 - WBFホテルマネジメントへ事業を譲渡して事業停止。
  - 8月1日 - WBFホールディングスへ吸収合併され解散。

## ブランド
- ビジネス
  - ホテルWBF
  - ホテルWBFアートステイ

- シティ
  - ホテルWBFグランデ
  - ラ･ジョリー

- グランピング
  - パームガーデン舞洲

## 運営していた施設

### WBFホテルマネジメントへ譲渡された施設
- ホテルWBFグランデ旭川
- ホテルWBF札幌中央
- ホテルWBFフォーステイ札幌
- ラ・ジョリー元町by WBF
- パームガーデン舞洲 by WBF
- ホテルWBF なんば元町
- ホテルWBFグランデ博多
- フィットネスクラブライフステージ

### 2021年2月まで閉館した施設
- ホテルWBF なんば黒門（現ｔｈｅ　ｂ　なんば黒門）
- ホテルWBF釧路（現スマイルホテル釧路）
- ホテルWBF函館-海神の湯-（現OMO5函館 by 星野リゾート）
- ホテルWBFグランデ函館（現ホテルエノエ函館）
- ホテルWBF本町（現ガーナーホテル大阪本町駅）
- ホテルWBF 北船場EAST（現ガーナーホテル大阪本町北船場）
- ホテルWBF 北船場WEST（現ガーナーホテル大阪本町御堂筋）
- ホテルWBF五条大宮（現アパホテル＜京都五條大宮＞）
- ホテルWBF札幌大通- 2021年5月閉館。（現SAN GRAN HOTEL札幌大通公園）
- ホテルWBF新大阪スカイタワー- 2021年2月28日閉館。（現アパホテル＜新大阪駅タワー＞）
- ホテルWBFなんばえびす - 2021年2月14日閉館（現ライズホテル大阪なんば）
- ホテルWBFなんばBUNRAKU - 2021年1月1日閉館（現シナモンホテル２）
- ホテルWBF京都四条錦邸 - 2020年9月30日閉館（現コンフォートイン京都四条烏丸）
- ホテルWBF心斎橋 - 2020年9月30日閉館（現台湾資本の、ジャストスリープ大阪心斎橋）
- ホテルWBF東京浅草 - 2020年9月30日閉館（現THE KANZASHI TOKYO ASAKUSA）
- ホテルWBF札幌ノースゲート - 2020年8月25日閉館（現京急EXホテル札幌）
- ホテルWBFなんば日本橋 - 2020年8月31日閉館（現HOTEL B SUITESなんば黒門）
- ホテルWBF五条堀川 - 2020年8月31日閉館（現チサンスタンダード京都堀川五条）
- ホテルWBF北浜 - 2020年7月31日閉館（現ホテルvine大阪北浜）
- ホテルWBF淀屋橋南 - 2020年5月31日閉館[12]（サービス付オフィス「BizMiiX淀屋橋」へ改装）
- ホテルWBFアートステイなんば - 2020年6月30日閉館[12]（現フィーノホテルズ運営のKOKO HOTEL 大阪なんば）
- ホテルWBF京都東寺 - 2020年6月30日閉館[12](現星野リゾート運営のOMO3京都東寺）
- シェルネルなんば -2020年1月31日閉館
- ホテルWBF札幌すすきの -2019年3月31日閉館（ホテル バランザック札幌 S6を経て現ホテルアクシアイン札幌すすきの）
- ホテルWBFなんば稲荷 -2018年9月30日閉館（現ホテルリンクスなんば）
- ホテルラッソすすきの - 2014年3月閉館（HOTELリーネルすすきのを経て閉館）

## 外部サイト
- WBFホテル&リゾーツ株式会社 - ウェイバックマシン（2020年10月28日のキャッシュ）